# María Antonia Conesa
María Antonia Conesa Legaz (Fuente Álamo de Murcia, Región de Murcia, 1969) es una política española. Fue la alcaldesa de Fuente Álamo de Murcia desde 2003 hasta el año 2015 por el Partido Popular.

## Biografía
María Antonia Conesa nació en Fuente Álamo el 7 de julio de 1969. Cursó sus estudios universitarios en la Universidad de Murcia obteniendo la Licenciatura de Derecho. Tras opositar, trabajó como funcionaria del Servicio Murciano de Salud, cargo del que se encuentra en excedencia por su dedicación exclusiva como Alcaldesa.

## Trayectoria política
Comenzó su trayectoria política como militante de base en Alianza Popular. En 1989 se afilió a Nuevas Generaciones del Partido Popular en Fuente Álamo. 
En las elecciones municipales de 1991 se presentó como candidata, no electa, del Partido Popular al Ayuntamiento de Fuente Álamo.
María Antonia Conesa se convirtió el 25 de mayo de 2003 en la primera alcaldesa de la democracia en Fuente Álamo ( segunda alcaldesa de la historia de Fuente Álamo tras Paquita Mayordomo)  al obtener 10 concejales y el 57% de los votos. En 2004 la Federación Española de Municipios y Provincias la designó su representante ante el Consejo Superior de Política de Inmigración y el observatorio Permanente de Inmigración.
Además es Presidenta de Campoder - Asociación para el desarrollo integral del Campo de Cartagena creado por la Comunidad Autónoma de la Región de Murcia, Presidenta del Patronato de la Fundación Residencia San Agustín de Fuente Álamo (Residencia de Personas Mayores), Miembro del Patronato de la Fundación Clúster para la protección y conservación del Mar Menor y Vocal de la Ejecutiva Regional del Partido Popular.
En las elecciones del 27 de mayo de 2007 revalidó su cargo, ampliando su mayoría al conseguir 12 concejales. En esta legislatura también dirigió las concejalías de Hacienda y Urbanismo.
En las elecciones del 22 de mayo de 2011, de nuevo consiguió mayoría absoluta con 10 concejales.
En las elecciones del 24 de mayo de 2015, ganó por mayoría simple con 7 concejales, y dimitió del Partido Popular aunque sin renunciar a su acta de concejala.

## Presunta participación en caso de corrupción urbanística
En 2007 Conesa se vio envuelta en un caso de corrupción urbanística por un presunto delito de cohecho, tras revelarse unas conversaciones sobre financiación de la campaña de 2007 con el empresario de la construcción Facundo Armero.  La jueza sustituta del Juzgado de Instrucción número 4 de San Javier acordó el sobreseimiento libre de las actuaciones seguidas contra Conesa, al considerar que no se había probado que exigiera la entrega de dinero al promotor inmobiliario Facundo Armero, por advertir la jueza algunas contradicciones en las manifestaciones del principal testigo.
En octubre de 2011 la Audiencia Provincial de Murcia estimó el recurso presentado por el Ministerio Fiscal y ha ordenado reabrir la causa incoada contra la alcaldesa por presunto delito de cohecho.
| Predecesor: Miguel Pérez Martínez | Alcaldesa de Fuente Álamo de Murcia 2003 - 2015 | Sucesor: Antonio Jesús García Conesa |